# Jumbo (Dizzy Man's Band)
Jumbo (†) is een single van Dizzy Man's Band. Het is niet afkomstig van een regulier album. Het is de eerste single die verscheen op het Harvest Records platenlabel. Die moest nog even wennen aan de namen. Kloes werd steevast afgedrukt als Koels, ook op de Duitse uitgave via CBS. Het plaatje bracht het tot een Turkse uitgave.
Het nummer vertelt het verhaal van een olifant in de jungle opgejaagd vanwege het ivoor. De groep zingt dat hij een beetje haast moet maken ("don't let them catch you"). Uiteindelijk redt de olifant het toch niet ("they shot him down").
De B-kant werd gevormd door Crazy summer, alleen van Kloes.

## Hitnotering
Het plaatje werd een bescheiden hit ondanks de tragiek.

### Nederlandse Top 40
| Positie: | 30 | 14 | 11 | 10 | 12 | 20 | 27 | 35 | 40 | uit |

### NederlandseDaverende 30
| Positie: | 17 | 13 | 10 | 8 | 16 | 25 | uit |

### BelgischeBRT Top 30
| Positie: | 25 | 25 | 12 | 11 | 25 | uit |

### VlaamseUltratop 30
| Positie: | 26 | 21 | 17 | 29 | uit |